# احكيلي (فلم)
احكيلي، فيلم وثائقي مصري من إنتاج عام 2019 وتم عرضة يوم 23 نوفمبر من العام نفسه، مدة عرضه 98 دقيقة. الفيلم من تأليف وإخراج ماريان خوري، وبطولة ماريان خوري ويوسف شاهين وجابي خوري.

## ما قبل العرض
قالت ماريان خوري إن الفيلم وهو الوثائقي الرابع في رصيدها، وكان في ذهنها منذ زمن طويل لكنها بدأت العمل عليه قبل تسع سنوات منذ الانتهاء من فيلهما السابق «ظلال». وأضافت أنها اشتركت في ورش عمل عن صناعة أفلام السيرة الذاتية وظلت تنتقي من أرشيف الأسرة ما يناسب الفيلم وتقنع شقيقيها وباقي العائلة بالتحدث أمام الكاميرا طوال هذه الفترة.

## المحتوى
فيلم “احكيلي” يرصد رحلة شخصية -انسانية وبصرية- تمتد لأربعة سيدات من أربعة أجيال مختلفة من عائلة المخرج الراحل يوسف شاهين المصرية التي يعود أصلها إلى بلاد الشام، وطالما كانت الحياة والسينما فيها مرتبطتان ببعضهما، حيث تحكى الأحداث من خلال جلسة دردشة بين أم وابنتها تعملان في مجال السينما، “الأم” هي مخرجة الفيلم ماريان خوري، و”الابنة” هي ابنتها “سارة” التي تدرس السينما في كوبا، وتسعى كل منهما لاكتشاف الحياة بصعوباتها ومتعها، من خلال مشاهد آرشيفية لم يرها أحد من قبل، تغوص في عالم بين الحقيقة والخيال، سواء كان ذلك من خلال شخصيات افراد العائلة التي ظهرت في أفلام الخال المخرج الراحل يوسف شاهين الذاتية، أو من خلال أدوار سيدات العائلة الحقيقة في مسرح الحياة.
يبدأ الفيلم بحديث عادي بين المخرجة وابنتها، سرعان ما يتطور ويتشعب ليصير نقاشًا يلامس قيمًا كالأمومة والمسؤولية وتواصل الأجيال، ومعنى أن تكون فردًا في عائلة، لا سيما عندما تكون تلك العائلة قد أنجبت أشهر مخرجي السينما المصرية، يوسف شاهين. يسجل الفيلم ظهورا خاصا للراحل يوسف شاهين خال المخرجة من خلال حوارات نادرة سجلتها معه ماريان في الماضي يتحدث فيها بحرية أكبر عن عائلته وعن تناوله لأفرادها في أفلامه التي حمل بعضها صبغة السيرة الذاتية.

## ردود الفعل والجوائز
حظي «احكيلي» باستقبال حميم من الجمهور والنقاد في عرضه الأول بمهرجان القاهرة السينمائي الدولي في دورته ال41 سنة 2019 في دار الأوبرا المصرية. ونافس الفيلم ضمن المسابقة الدولية التي تضم 15 فيلما. وهو الفيلم المصري الوحيد المشارك في المسابقة الرسمية الدولية. وقد فاز الفيلم في النهاية بجائزة الجمهور التي تحمل اسم الناقد والمدير الفني الراحل يوسف شريف رزق الله.
حصل الفيلم على جائزتي مسابقة الفيلم المصري ولجنة تحكيم الفيلم اليورو متوسطي وذلك في إطار منافسته في مهرجان أسوان لأفلام المرأة، وكان عرضه العالمي الأول في مهرجان أمستردام الدولي للأفلام الوثائقية حيث ترشح لجائزة أفضل فيلم وثائقي طويل. كما نافس «احكيلي» في مهرجان مالمو السويدي للسينما العربية.